# Schnellmannshausen
Schnellmannshausen ist ein Ortsteil von Treffurt im Wartburgkreis in Thüringen.

## Geographie
Schnellmannshausen liegt im Nordwesten des Wartburgkreises in einem Seitental der Werra. Das Tal erstreckt sich auf einer Länge von etwa acht Kilometer und ist nur zwischen 100 und 700 m breit.

### Berge und Gewässer
Die höchste Erhebung ist der Heldrastein mit der Kanzel (503,8 m ü. NN), auf dem sich der Turm der Einheit befindet. Weitere Berge sind der Dreiherrenstein (488,5 m ü. NN) und die Hüneburg (495 m ü. NN), südlich bei Volteroda der Heiligenberg (400,9 m ü. NN) und der Kehrberg (395,1 m ü. NN), sowie im Osten der Breitenberg (442,3 m ü. NN), der Hohe Iberg (418,8 m ü. NN) und der Zwickelsberg (425,3 m ü. NN). Die Erosion der Hochfläche ließ die Täler Melmental, Mohntal, Mertelstal, Märtal, Heldratal und das Schnellmanshäuser Tal im Zentrum entstehen. Der Schnellmannshäuser Bach entspringt unterhalb von Volteroda und wird durch eine starke Karstquelle bei Schrapfendorf gespeist. Er durchfließt den Ort von Süden nach Norden und mündet etwa 1 km nördlich in die Werra.
Zu Schnellmannshausen gehören die drei Ortsteile Volteroda, Hattengehau und Schrapfendorf. An Schnellmannshausen grenzen die Gemarkungen von Ifta, Creuzburg, Falken, Treffurt, Heldra und Großburschla.

### Verkehr
Durch den Ort verläuft die Bundesstraße 250, von der im Ort eine Landesstraße nach Großburschla abzweigt.

## Geschichte

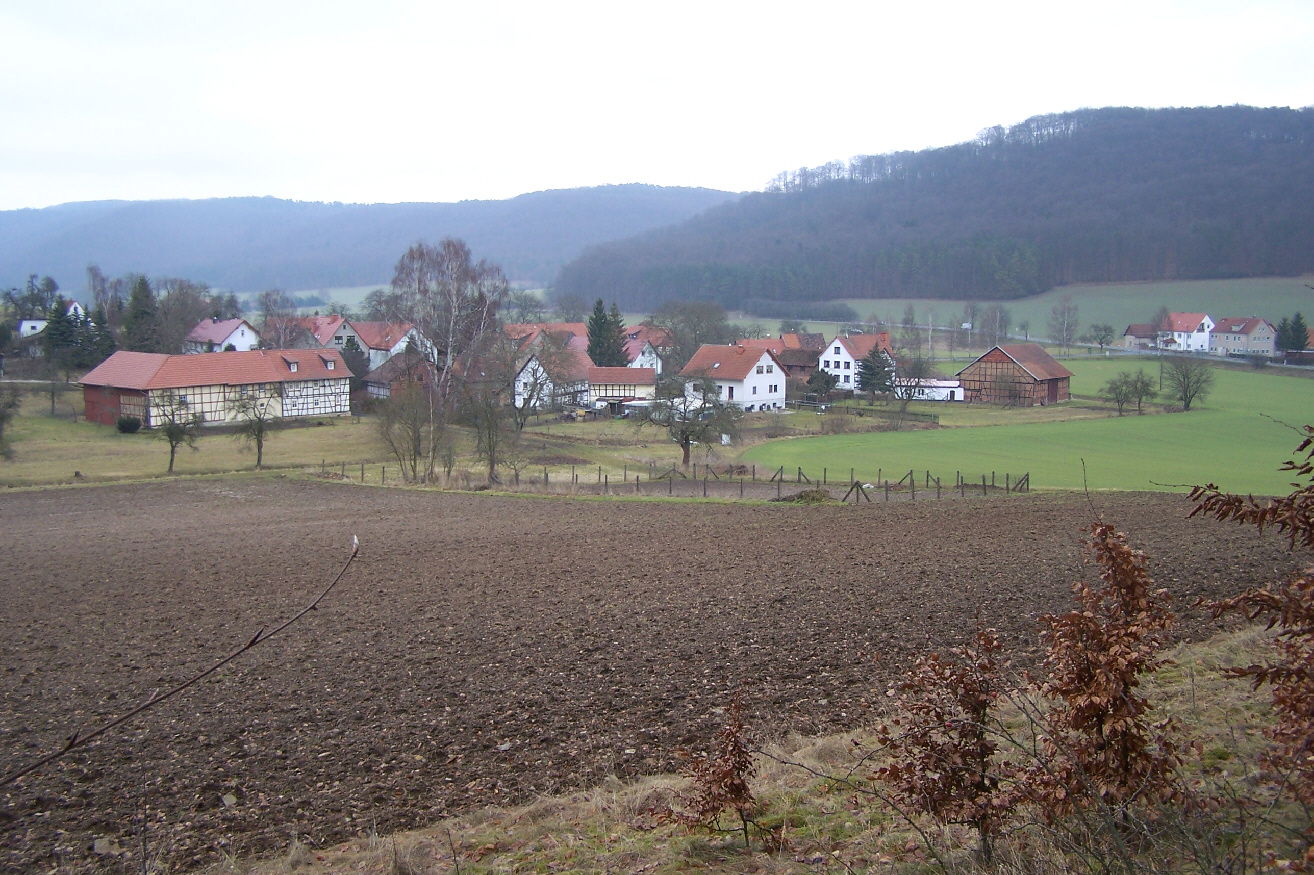
Volteroda

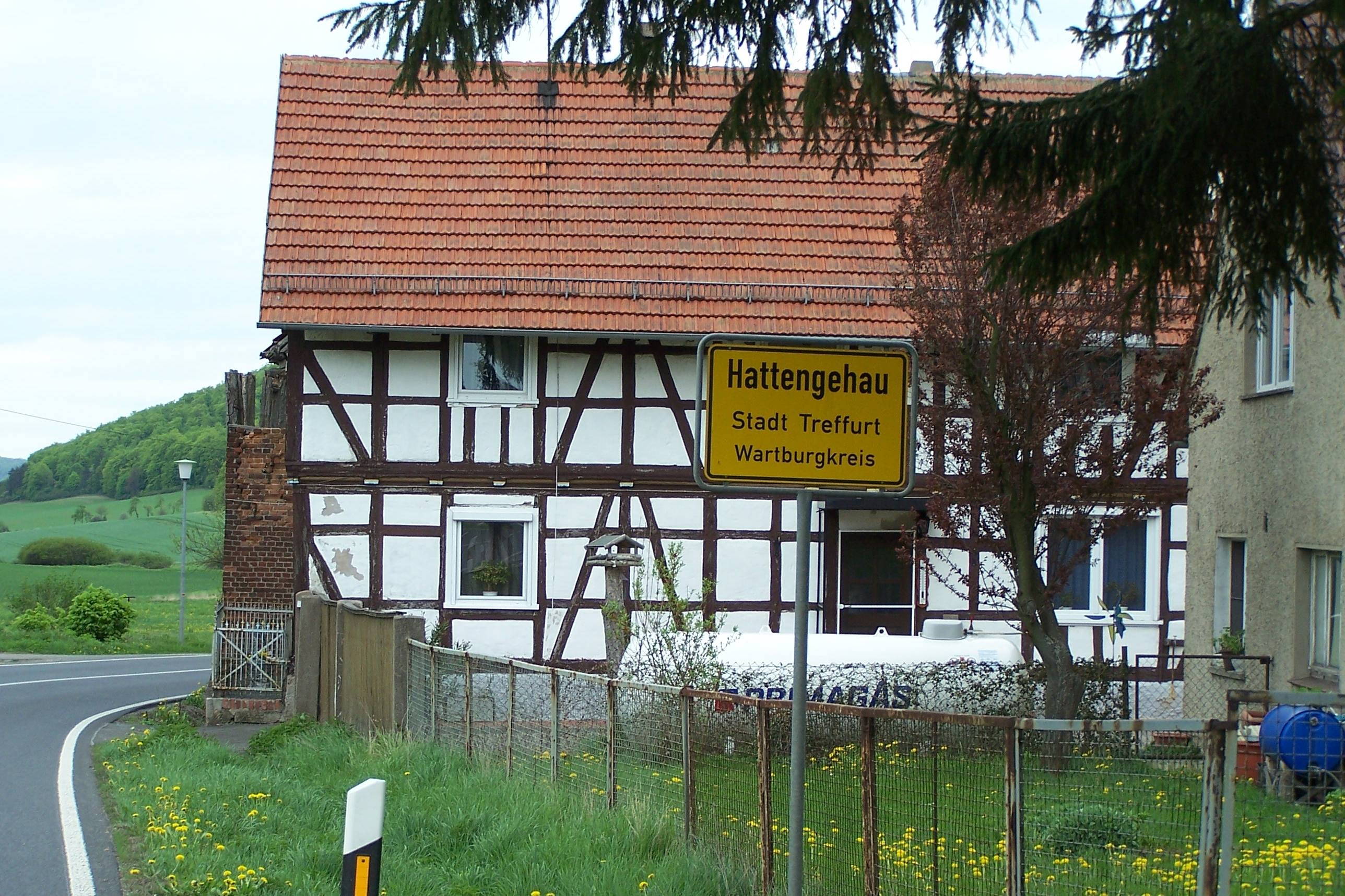
Hattengehau

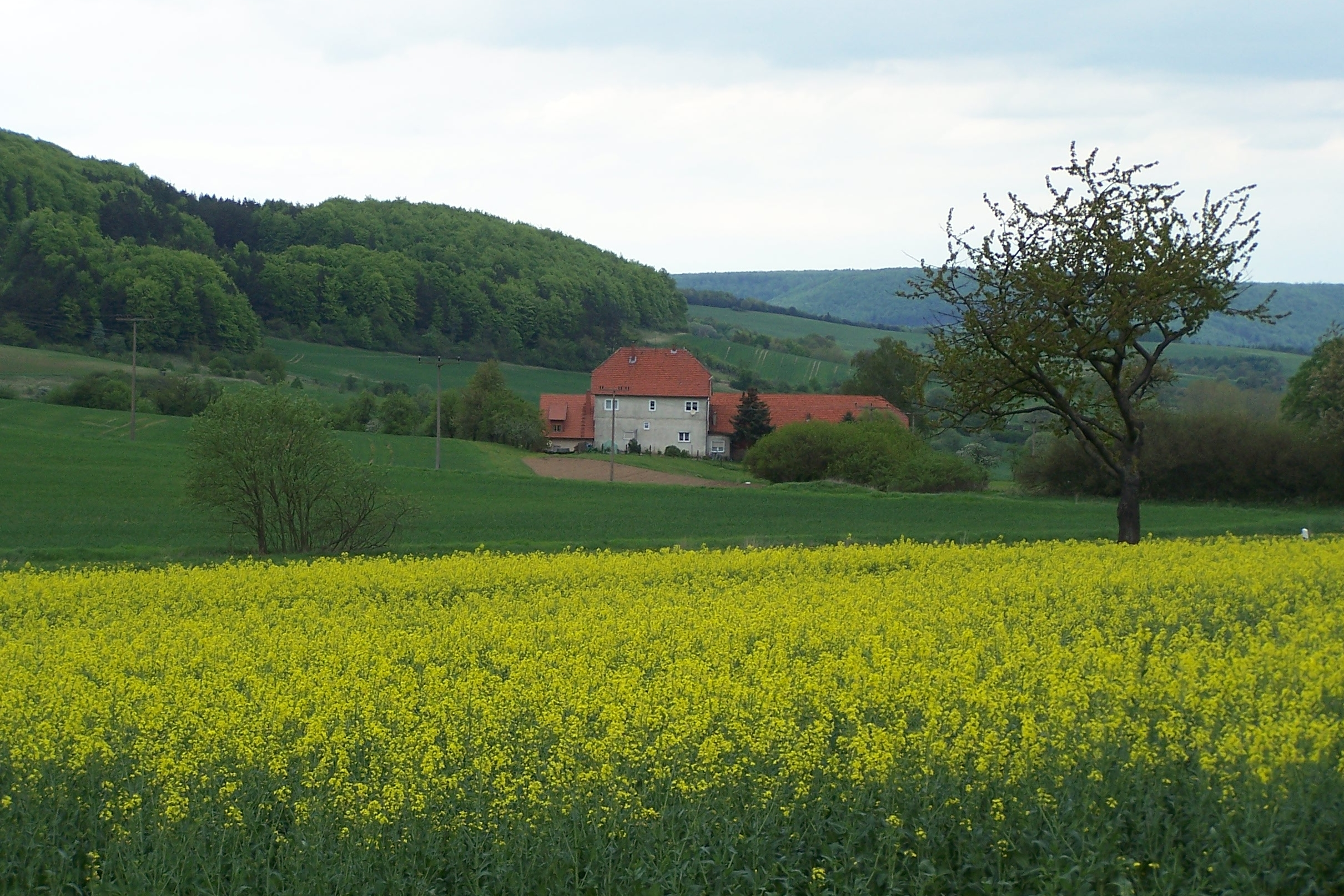
Schrapfendorf

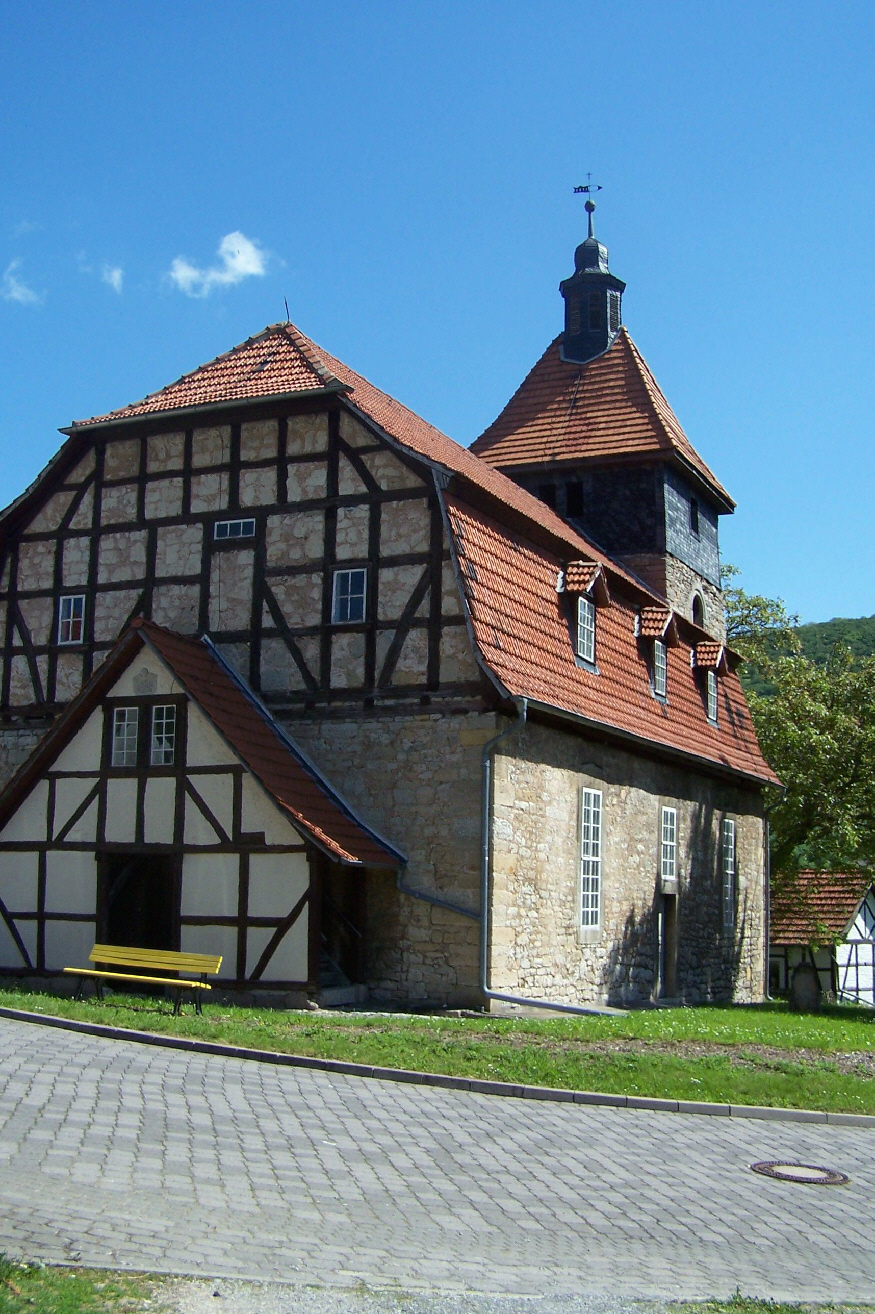
Die Kirche in Schnellmannshausen

Erstmals wurde Schnellmannshausen im Jahr 876 in einer Urkunde Ludwigs des Deutschen als Snelmunteshusa (siehe Ortsname) erwähnt. Die nächstfolgende Erwähnung  des Ortes war im Jahr 1104.

### Ortsbild und frühe Geschichte
Schnellmannshausen wurde als Straßendorf angelegt, es entstand entlang des Schnellmannshäuser Baches. Unweit des heutigen Ortes bestand die Kleinsiedlung Hilvershausen am Weg nach Schrapfendorf. Sie ist ebenso wie Reinboldshausen (Richtung Treffurt) bereits seit dem Dreißigjährigen Krieg eine Wüstung. Das Tal von Schnellmannshausen gehörte im nördlichen Teil bis 1336 zum Herrschaftsgebiet der Herren von Treffurt, im südlichen Teil herrschten zunächst die Grafen von Orlamünde, sie verkauften diesen Streubesitz an die Thüringer Landgrafen, Schnellmannshausen gehörte damit zum Amtsbezirk der Burg Creuzburg, dem späteren Amt Creuzburg.

### Die Kirche
Die erste Kirche soll bereits vor 1100 bestanden haben, ältester Teil der heutigen Kirche ist der romanische Turm. Das heutige Kirchenschiff entstand erst 1792–1794. Im Inneren befindet sich eine 1797 vom Orgelbauer Dittus aus Großburschla geschaffene Orgel, inzwischen mehrfach repariert. Sehenswert ist auch die Deckenausmalung, noch  in der Fassung der letzten Renovierung von 1936/37, die Kirche wurde letztmals im Jahr 2000 renoviert. Die Kirche ist von einer hohen Mauer umgeben, eine Wehrkirche ist zu vermuten. An der Kirchhofmauer befinden sich der Prangerstein (von 1610) und ein Nagelstein – Erinnerung an mittelalterliches Brauchtum. Zum Dorf gehörten mindestens zwei Mühlen. Die Obermühle wurde 1650 erbaut und war seit 1850 Öl- und Sägemühle. Bis 1962 war die Untermühle in Betrieb. Die Ortschronik berichtet zum 27. Juni 1771 von einem schweren Hochwasser, dem diese Mühlen und 9 Wohnhäuser zum Opfer fielen.
1918 erhielten die ersten Häuser Anschluss an das Stromnetz, Volteroda und Schrapfendorf mussten noch bis 1940 auf diesen Anschluss warten.
Schon 1903 wurden im thüringischen Oberdorf Wasserleitungen verlegt, so dass nun jeder Haushalt einen Wasserhahn im Hause hatte. Das preußische Unterdorf beteiligte sich aus Kostengründen nicht an diesem Projekt. So mussten die dortigen Einwohner weiter ihr Wasser aus verschiedenen Brunnen im Dorfe holen, von denen einer mit dem Vogelborn in der Ortsmitte, direkt auf der Grenze zwischen den beiden Ortsteilen, noch erhalten ist. Erst mit zweijähriger Verspätung entschied sich das Unterdorf ebenfalls dazu Wasserleitungen zu verlegen. Dieser Anschluss war dann besonders günstig, da man ja zum Beispiel in der Fronstraße (heute Straße der Einheit) die Wasserleitung des Oberdorfes nutzen konnte. Zum Ausgleich beteiligte sich das preußische Unterdorf dann an der Neueinfassung der Semmichquelle, auch preußische Sparkasse genannt.

### Entwicklung der Ganerbschaft
1336 wurden die Treffurter Ritter entmachtet und ihr Besitz als Ganerbschaft Treffurt aufgeteilt. Die drei Ganerben hatten ihre Verwaltungssitze in Treffurt (Hessenhof, Mainzerhof und Sächsischer Hof). 1802 kam der Mainzer Anteil an der Ganerbschaft zu Preußen. Nach 1806 war das Unterdorf Teil des Königreichs Westphalen. 1815 war dann das Unterdorf endgültig preußisch geworden und gehörte dem Landkreis Mühlhausen i. Th. an.
Die Vereinigung der beiden Ortsteile erfolgte erst 1946, als die Alliierten nach dem Zweiten Weltkrieg das Land Preußen auflösten. Im Zuge dessen beschloss der Thüringer Landtag ein Gesetz, in dem die Vereinigung der beiden Ortsteile zum 1. Juli 1946 beschlossen wurde. Schnellmannshausen kam damit schon 1946 zum Landkreis Eisenach, während die nördlichen Nachbarorte Treffurt, Falken und Großburschla erst mit der Gebietsreform 1950 dem Kreis Eisenach zugeschlagen wurden.

### Eingemeindungen
Bereits 1973 kam die Kleinsiedlung Volteroda zu Schnellmannshausen. 1987 zählte dieser Ort
55 Einwohner, der Hof Hattengehau hatte 14 und der Hof Schrapfendorf 6 Einwohner. Nach der Wende und der Deutschen Wiedervereinigung im Jahr 1990 kam Schnellmannshausen im Zuge der Gebietsreform von 1993 zu Treffurt.

## Ortsname
Schnellmannshausen kommt von "Snelmunteshusa", was "bei dem Hause des Snelmunt" bedeutet. Snelmunt ist ein Name, der sich wiederum in die Bestandteile "snel" und "munt" zerlegen lässt. "Snel" steht dabei für kühn, streitbar, "munt" ist noch heute in dem Wort Vormund, d. h. Beschützer, enthalten. Der Name "Snelmunt" steht also für "der kühne Beschützer".

## Kultur und Sehenswürdigkeiten

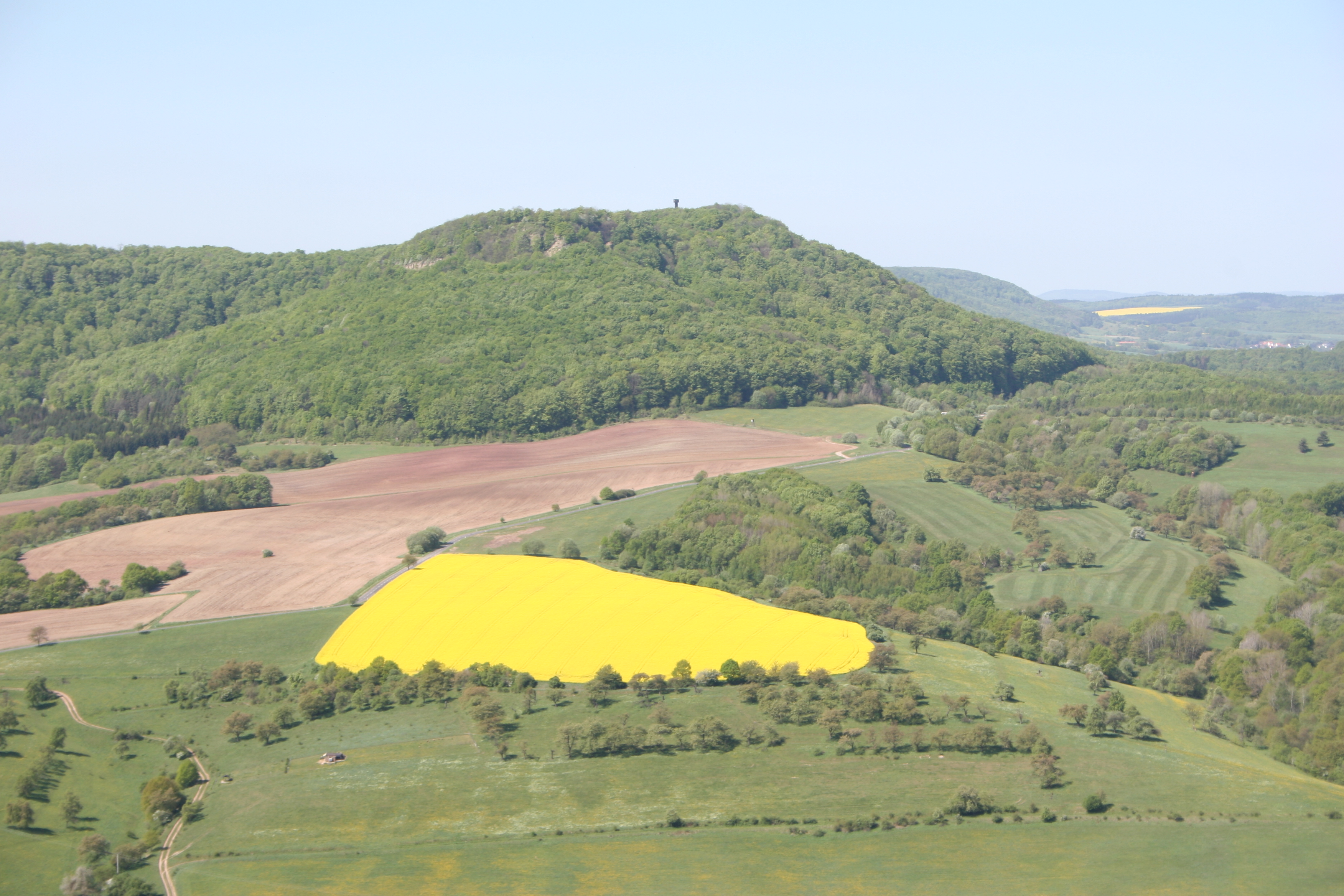
Der Heldrastein

### Der Heldrastein
Oberhalb von Schnellmannshausen befindet sich der Heldrastein mit der Hüneburg, einem Naturlehrpfad und dem Turm der Einheit. Wanderwege führen zur Kleinsiedlung Schrapfendorf, auf den Iberg mit Aussichtspunkt und auf den Sandberg.

### Naturschutzgebiet Merthelsthal-Heldrastein
Das ausgedehnte Waldgebiet zwischen Schnellmannshausen und Ifta wurde am 9. Dezember 1996 als Naturschutzgebiet ausgewiesen. Es besitzt eine Gesamtfläche von 252,5 Hektar.

### Gedenksteine
In der Ortslage befindet sich der Prangerstein und der Nagelstein an der Dorfkirche sowie ein historischer Grenzstein zur Erinnerung an die jahrhundertelange Teilung des Ortes. Weitere Gedenkorte sind die Kaiserlinde, das Kriegerdenkmal und die Einheitslinde. Am Fußweg von Schrapfendorf nach Scherbda findet sich ein Gedenkstein für den da verstorbenen Pfarrer Hempel.
Der Jüdische Friedhof bei Schrapfendorf war ein mittelalterlicher Friedhof und gehörte zur gleichnamigen Wüstung Schrapfendorf.

### Vereinsleben
Neben einer Freiwilligen Feuerwehr gibt es in Schnellmannshausen noch die Sportgemeinschaft, den Schnellmannshäuser Carneval Verein e. V. (1974 gegründet), den Jugendclub Schnellmannshausen 1967 e. V. und den Kirmesverein Schnellmannshausen 1794 e. V. Der Kirmesverein veranstaltet alljährlich die Kirmes in Schnellmannshausen, diese wurde erstmals 1794 gefeiert und findet jedes Jahr am letzten Septemberwochenende statt.
Die Sportgemeinschaft Schnellmannshausen ist ein Handballverein und wurde im Jahr 1949 gegründet. Sie trägt ihre Heimspiele in der Normannsteinhalle in Treffurt aus. Zurzeit gibt es zwei Männermannschaften (eine davon in der Thüringenliga), eine Frauenmannschaft und eine Mannschaft der männlichen Jugend C.
Bereits 1897 wurde der Gesangsverein Liedertafel gegründet, 1926 gründeten Arbeiter aus dem Ort den Gesangsverein Harmonie.
Als Natur- und Heimatverein der Heldrasteingemeinden wurde 1990 die IG Heldrastein e. V. gegründet, in der auch zahlreiche Mitglieder aus den Treffurter Stadtteilen mitwirken.